# Rudolf Spaander
Leendert Rudolph (Rudolf) Spaander (Volendam, 23 juli 1894 – Sydney, 11 januari 1950) was een Nederlandse voetballer en atleet. Hij voetbalde in het oosten van het land en was in 1916 als atleet kortstondig houder van het Nederlandse record bij het hoogspringen.

## Levensloop

### Jeugd
Rudolf Spaander werd in Volendam geboren als tiende in een gezin van elf kinderen. Zijn ouders hadden in 1881 een koffiehuis gekocht, dat vervolgens werd getransformeerd tot hotel, Hotel Spaander genaamd. Dit hotel, dat in 1919 werd overgenomen door de zuster van Rudolf, Alida, bestaat tot op de dag van vandaag en is tegenwoordig onderdeel van de Best Western keten.

### Sportieve activiteiten
Rudolf zelf trok op jeugdige leeftijd naar het oosten van het land, waar hij ging studeren aan de Tropische Landbouwschool, die zich in die tijd in Deventer bevond. Aanvankelijk verbleef hij enige tijd in Voorschoten, waar hij voetbalde bij Beresteyn. Later verhuisde hij naar  Deventer zelf, waar hij zich aansloot bij het in 1875 opgerichte U.D. Deventer, de oudste nog bestaande veldsportvereniging van Nederland. Hoewel er in de eerste jaren na de oprichting voornamelijk cricket werd gespeeld, was ten tijde van Spaanders toetreding voetbal de belangrijkste sport binnen de club. Het is dus niet meer dan logisch dat ook hij deze sport beoefende. Het voetbalelftal van U.D. speelde tussen 1914 en 1918, de periode waarin Spaander lid was van de club, in de eerste klasse oost (het hoogste niveau) en eindigde achtereenvolgens als derde, derde, negende (laatste) en zesde. In 1917 kon de club zich handhaven in de eerste klasse door de promotie-degradatie competitie zegevierend af te sluiten. Spaander bleek een behoorlijk goede, aanvallende speler te zijn die regelmatig scoorde. Het is daarom aannemelijk om te veronderstellen, dat hij basisspeler was in het U.D.-elftal. Zijn capaciteiten als voetballer blijken ook uit het feit, dat hij was geselecteerd voor een wedstrijd van het oostelijk elftal tegen een elftal van geïnterneerde Engelse soldaten uit Groningen.
Interessant is dat in 1914 de bekende veelvoudige sprintkampioen Jan Grijseels sr. zich eveneens bij deze club aansloot en later ook in het eerste elftal van U.D. speelde. Of dit Spaander ertoe heeft aangezet om zich tevens op de atletieksport te werpen, is niet met zekerheid te zeggen. Feit is echter dat hij als lid van U.D. tussen 1915 en 1917 op de Nederlandse kampioenschappen uitkwam en daarbij op de onderdelen 200 m, 110 m horden en hoogspringen eremetaal vergaarde. Bovendien kwam hij op 20 augustus 1916 in Deventer tot een hoogtesprong van 1,69 m, waarmee hij het bestaande Nederlandse record uit 1913 van Wim Best met één centimeter verbeterde. Lang heeft hij van zijn status als Nederlands recordhouder overigens niet mogen genieten, want veertien dagen later werd zijn record alweer verbeterd door Jur Haak, een atleet uit Haarlem die naast atletiek ook al voetbalde. Haak deed er tien centimeter bovenop en kwam tot 1,79. Dit record hield drie jaar stand.

### Emigratie naar Amerika en Australië
Spaander was intussen in 1918 naar de Verenigde Staten vertrokken. Hoelang hij daar heeft gewoond, is onbekend. Zeker is evenwel dat hij, na vermoedelijk enige tijd in Nederlands-Indië te hebben doorgebracht, uiteindelijk in 1926 in Australië aankwam, waar hij zich als zelfstandig ondernemer vestigde. Hij werkte er onder meer als fotograaf, journalist en radiomedewerker. In 1940 werd hij genaturaliseerd, waarna hij ten slotte enkele jaren later op 48-jarige leeftijd trouwde met de 24 jaar jongere Olive Beryl MacDowall. Samen kregen zij twee dochters, Wendy in 1944 en Leendra in 1946, die Rudolf Spaander echter slechts gedurende enkele jaren zag opgroeien, want in 1950 overleed hij op 55-jarige leeftijd.

### Trivia
Opvallend detail is, dat volgens het stamboomoverzicht van het geslacht Spaander hij een goede langeafstandsloper en een verdienstelijk polsstokhoogspringer moet zijn geweest. Slechts in de laatste discipline is van Rudolf Spaander een prestatie van 2,80 uit 1915 bekend.

## Persoonlijk record
| Onderdeel    | Prestatie      | Datum           | Plaats   |
| ------------ | -------------- | --------------- | -------- |
| hoogspringen | 1,69 m (ex-NR) | 2 augustus 1916 | Deventer |

## Palmares

### 200 m
- 1915:  NK - 25,3/10 s

### 110 m horden
- 1915:  NK -  18,5 s
- 1916:  NK - 17,7/10 s
- 1917:  NK - 16,9/10 s

### hoogspringen
- 1915:  NK - 1,60 m